# Bactrocera melastomatos
Bactrocera melastomatos är en tvåvingeart som beskrevs av Drew och Albany Hancock 1994. Bactrocera melastomatos ingår i släktet Bactrocera och familjen borrflugor. Inga underarter finns listade.